# شللخ
شللخ (به عربی: شللخ) یک روستا در سوریه است که در ناحیه تفتناز واقع شده‌است. شللخ ۱٬۹۱۷ نفر جمعیت دارد.